# Chutes de Koudou
Les chutes de Koudou sont des chutes d'eau au Bénin situées dans le Parc W qui traverse trois pays : Le Bénin, le Burkina et le Niger. Les chutes sont essentiellement constituées  de falaises, creusées par la rivière du Mékrou. La ville la plus proche des chutes est Banikoara, commune béninoise située dans le département de l'Alibori,,,,,.

## Galerie

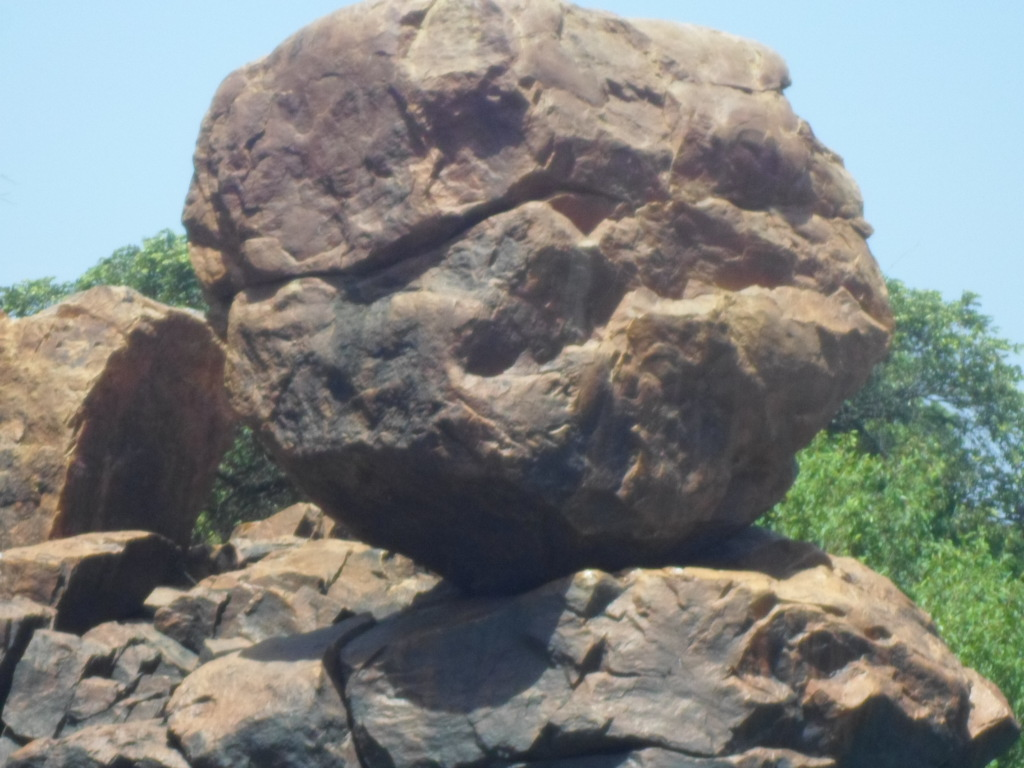
Roches superposés dans les chutes de Koudou
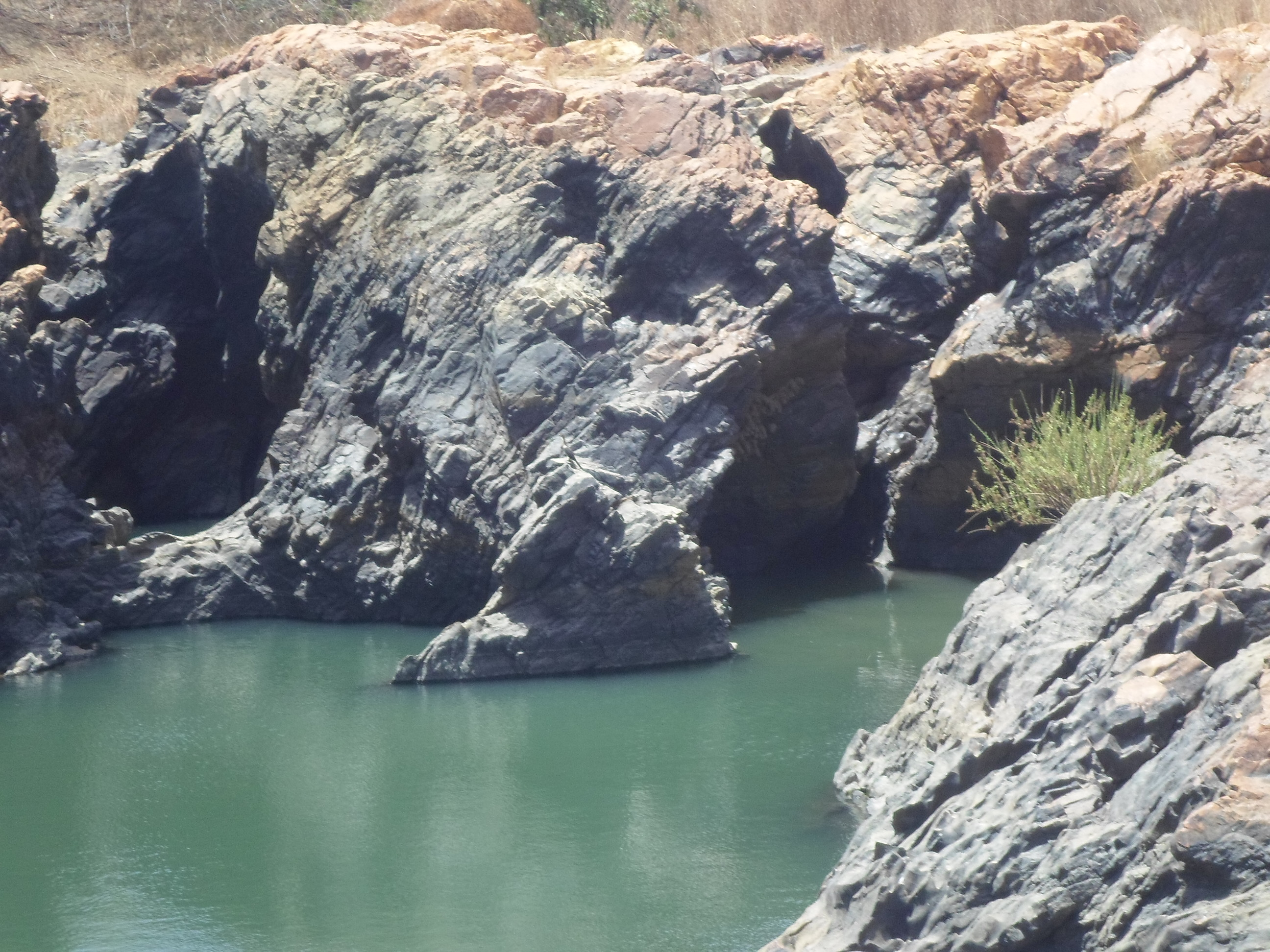
Cours d'eau aux chutes de Koudou
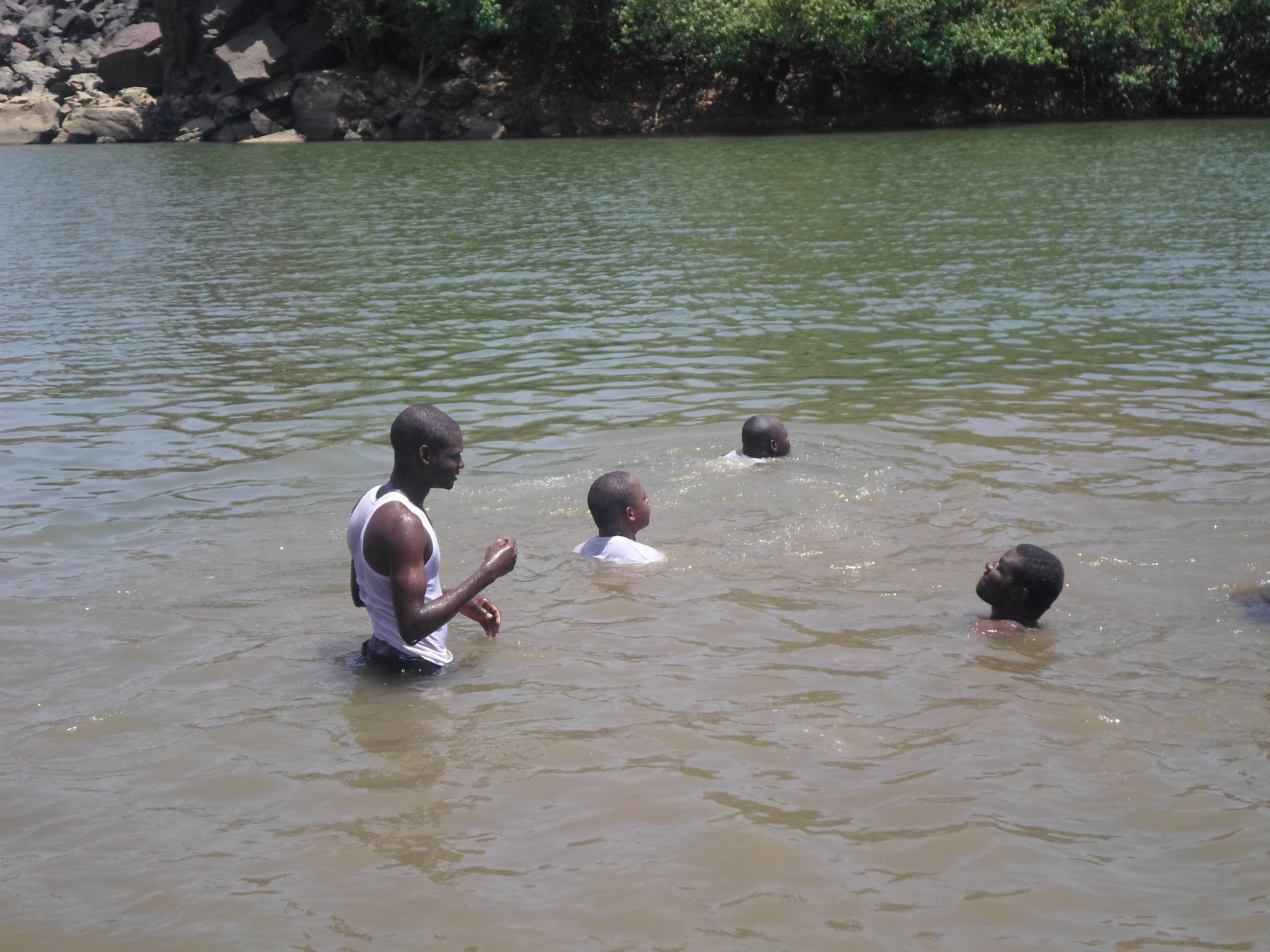
Jeunes gens aux chutes de Koudou